# Соловецькі острови
Солове́цькі острови́ (поморськ. Соловки́; карел. Solokka, від саамського Suollek — «острови») — група островів у південно-західній частині Білого моря при вході до Онезької затоки, яка розділяє його на протоки Західна Соловецька Салма та Східна Соловецька Салма.

## Географія
Архіпелаг належить Російській Федерації, перебуває у складі Соловецького сільського поселення Приморського району Архангельської області. Загальна площа островів становить 347 км². Острови розташовані в порівняно мілководній акваторії, води тут тепліші, аніж в інших районах моря. Клімат Соловецьких островів холодний, вогкий; вони вкриті переважно лісами, на них багато озер і боліт.
До острівної групи входять такі острови:
- Анзерський
- Велика Муксалма
- Великий Заєцький
- Мала Муксалма
- Малий Заєцький
- Парусний
- Сінні Луди (острови)
- Соловецький

Береги всіх островів низинні, складені з піщано-кам'янистих порід і поросли лісом, який іноді підходить до берегової смуги.
Приблизно 2 млрд років тому під час активних тектонічних дій на земній кулі, на виході з Онезької затоки утворилося підняття суходолу — платформа майбутніх островів. Майже 18 млн років тому під час чергового заледеніння на Землі льодовик, потужністю близько 3 км, рухався з північного заходу до сучасних Соловків. З собою він приніс гранітні валуни — уламки верхівок скель на Кольському півострові. Підняття суходолу загальмувало рух валунів. Так утворилися острови.
Після танення льоду відкрилися множинні валунні острови, площею до 1/3 сучасного архіпелагу. Далі, повільно піднімаючись з моря, острови набули сучасного вигляду. Нині підняття островів становить приблизно 1,2 мм на рік. На зовнішній вигляд островів вплинуло море, множинні моренні відкладення і сильно терасований ландшафт.
Острови лежать на 163 км південніше полярного кола, але їхній клімат досить м'який: взимку через південні й південно-західні вітри температура рідко опускається нижче 16 градусів, проте через високу вологість і сильні вітри зими тут досить суворі, а влітку навпаки — Соловки схильні до впливу вітрів з Арктики. Влітку середня температура нижча, ніж на материку.
Морська вода у верхніх шарах влітку прогрівається до 16 градусів вище нуля, тож у Білому морі цілком можна купатися.

## Історія
Соловки відомі за царських часів як місце заслання; за радянської влади — як перший концентраційний табір. Серед в'язнів на Соловках було чимало українців, більшість яких там і загинула.
Люди почали освоювати Соловецький архіпелаг 6—6,5 тис. років тому (найдавніші знахідки на Соловках датуються приблизно цим часом), але першими постійними мешканцями вважають старця Саватія та ченця Германа. Вони прийшли сюди 1429 року, хоча на островах до того вже існували так звані «тоні» — тимчасові промислові поселення карелів.
У 1430-х роках на Соловецьких островах був заснований Спасо-Преображенський монастир святих Зосими й Саватія, який згодом став культурним і релігійним центром півночі Росії. Наприкінці 16 століття він був перетворений на міцну фортецю. Відтоді монастир був також місцем заслання противників російського царизму й офіційного православ'я. В'язнів тримали переважно у вогких і позбавлених світла підземних келіях.
Українців почали засилати туди з початку 18 століття. Одними з перших в'язнів (1708–1712 років) були спільники Василя Кочубея й Івана Іскри, які доносили на гетьмана Івана Мазепу — полтавський священник І. Святайло із сином та чернець Никанор. Починаючи з 1709 року, сюди заслано сподвижників та прихильників гетьмана Мазепи: генерала-осавула Д. Максимовича, сердюцького полковника Я. Покотила й інших, згодом (1712 року) — архімандрита Гедеона Одорського, лохвицького протоієрея Івана Рогачевського та інших.
За часів Катерини II найвизначнішим в'язнем Соловецького монастиря був останній кошовий отаман Запорізької Січі Петро Калнишевський, який пробув тут 25 років (1776–1801; 16 років у кам'яному мішку і 9 років в окремій камері), там і похований 26 липня 1803 року. Серед українських в'язнів 19 століття відомий колишній член Кирило-Мефодіївського братства Георгій Андрузький, якого заслано в 1850–1854 роках за написання «Конституції республіки».

### Соловецький концтабір
За кілька років після жовтневого перевороту 1917-го територію Соловецького монастиря перетворили на перший в СРСР концентраційний табір, куди засилали заручників (так звана політика «червоного терору») та політв'язнів, засуджених переважно за різними пунктами 58 ст. Карного кодексу (контрреволюція, терор, шпигунство, диверсія, збройне повстання). Згідно з декретом «Про табори примусової праці» 15 квітня 1919 року, на Соловецьких островах створено 1920-ту спеціальну систему таборів, яку названо «Соловецкий лагерь особого назначения» (СЛОН). З поширенням системи таборів і на інших ділянках узбережжя Білого моря змінено назву на «Управление Северных Лагерей Особого Назначения» (УСЛОН), центром якого став острів Попов.
Кількість в'язнів (крім чоловіків, на Соловки засилали і жінок), їхній соціальний склад та в'язничний режим у різні періоди змінювались. За НЕПу (1921–1927 роки) таборовий режим був менш суворий, умови праці порівняно легші. Кількість українських в'язнів була невелика: це — учасники визвольних змагань, діячі УНР, вояки та отамани повстанських загонів, духовенство тощо. Значно погіршилися умови на Соловках від часу першої п'ятирічки (1927—1932 роки), коли на каторгу заслали тисячі українців, звинувачених у приналежності до СВУ, Українського національного центру та УВО. Тоді відправили на Соловки чимало визначних українських культурних діячів. Серед в'язнів були засуджені на процесі СВУ: академік Михайло Слабченко, професор Аркадій Барбар, професор Йосип Гермайзе, Микола Павлушков; політичні діячі УНР професор Володимир Чехівський, Павло Христюк, І. Петренко, Віталій Юрченко, письменник Клим Поліщук та інші.
За другої п'ятирічки (1932—1937 роки) на Соловках ув'язнили низку партійних і державних діячів УРСР, письменників, науковців, митців. Серед в'язнів того часу політичні діячі: Олександр Шумський, Михайло Полоз, Микола Любченко, Семен Семко-Козачук; науковці академік Степан Рудницький, академік Матвій Яворський, Олександр Яната, Михайло Новицький, Іван Шаля; письменники й митці Микола Зеров, Павло Филипович, Олекса Слісаренко, Микола Куліш, Лесь Курбас, Євген Плужник, Михайль Семенко, Ґео Шкурупій, Марко Вороний, Василь Мисик, Валер'ян Поліщук, Василь Вражливий, Григорій Епік, Мирослав Ірчан, Антін Крушельницький та інші. Особливо погіршало становище в'язнів за «єжовщини» (1937—1938 роки). За Миколи Єжова 25 червня 1937 року Соловецький табір перетворено на «Соловецкую тюрьму особого назначения Главного управлення государственной безопасности СССР» із закритими ізоляторами. Наприкінці 1938 року в'язнів вивезено із Соловецький островів до інших таборів (майже всіх їх доля невідома), а Соловки перетворено на військово-морську базу.
В'язні Соловків важко працювали на лісозаготівлях, прокладали залізницю в лісах, рідше в сільському господарстві. На початку 1930-х років в'язнів використовували при будівництві Біломорсько-Балтійського каналу та створено Белбалтлаг з центром у Медвежій Горі. При цьому будівництві загинуло близько 100 тисяч в'язнів.
Про в'язницю і каторгу на Соловках складено багато віршів, пісень, анекдотів. У 1920—1930-х роках Соловки були загальновідомими і західному світові. Тому, щоб змінити світову опінію, радянська влада створила фільм «Соловки», в якому в ідилічний спосіб представили умови життя в цьому концтаборі. Перебування українців на каторзі в Соловецькому монастирі за царювання досліджували Петро Єфименко (старший), за новітніх часів — Георгій Фруменков, за радянського періоду — Левко Чикаленко. Спогади про Соловки написали Віталій Юрченко та Семен Підгайний.
З 1949 р. Соловки стали місцем ліквідації інвалідів Другої світової війни.

### Сьогодення
Після таборів на Соловках був розміщений навчальний загін Північного флоту, а в 1942–1943 роках — школа юнг ВМФ. У 1967 році в монастирі організували філіал Архангельського краєзнавчого музею, перетворений 1974 року на Соловецький державний історико-архітектурний і природний музей-заповідник. Нині це один з найбільших і провідних музеїв-заповідників Росії. У його оперативному управлінні понад 1000 об'єктів культурної спадщини в хронологічних межах від 5 тисячоліття до н. е. до 20 століття. Важливу частину експозиції музею становить комплекс пам'ятників історії ГУЛАГу.
25 жовтня 1990 року Священний синод Російської православної церкви благословив відкриття Зосимо-Савватіївського Соловецького ставропігійного чоловічого монастиря, а в 1995 році благословенням Святійшого Патріарха був відновлений історичний титул обителі: «Спасо-Преображенський Соловецький ставропігійний чоловічий монастир». Рішенням Генеральної Асамблеї ЮНЕСКО від 14 грудня 1992 року історико-культурний ансамбль Соловецьких островів включено до Списку Світової спадщини ЮНЕСКО. Указом Президента Російської Федерації в 1995 році Соловецький державний музей-заповідник включено в Державний звід особливо цінних об'єктів культурної спадщини народів Російської Федерації. У 2008 році представники РПЦ неодноразово висловлювали стурбованість комерціалізацією Соловецького архіпелагу: спробами розпродажу земель під котеджі, масштабними проектами розвитку туристичної інфраструктури, організацією на островах розважальних заходів.